# Стара Пересика
Стара Пересика (біл. вёска Старая Пярэсіка) — село в складі Крупського району Мінської області, Білорусь. Село підпорядковане Ігрушківській сільській раді, розташоване в східній частині області.